# SpaceX CRS-1

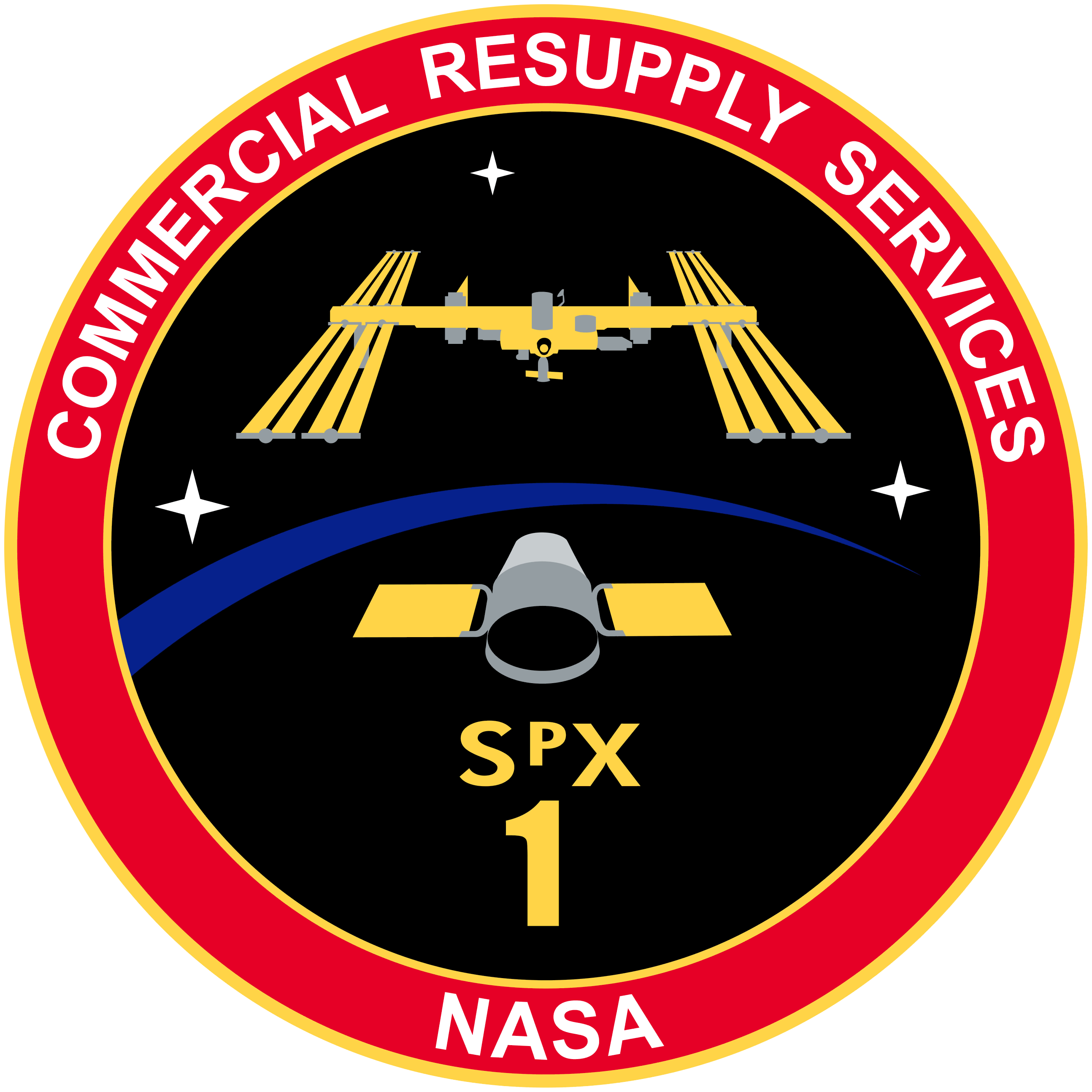
Emblema de la misión

SpaceX CRS-1, también conocido como SPX-1, fue el tercer vuelo para Space Exploration Technologies Corporation (SpaceX) nave de carga Dragón no tripulada, el cuarto vuelo general de dos etapas Falcon 9 de vehículos de lanzamiento de la compañía, y la primera misión operacional SpaceX bajo su contrato Comercial de Reabastecimiento de Servicios con la NASA. El lanzamiento tuvo lugar el 7 de octubre de 2012 a las 20:34 hora local (8 de octubre de 2012 a las 00:34 UTC).

## Historia
En mayo de 2012, se informó de que el CRS-1 Falcon 9 había sido transportado a Cabo Cañaveral. El CRS-1 Dragon llegó tarde el 14 de agosto de 2012. El 31 de agosto de 2012, se completó un húmedo ensayo general para el CRS-1 Falcon 9 y el 29 de septiembre se completó una prueba de fuego estática; ambas pruebas se completaron sin la cápsula Dragon unido a la pila del vehículo de lanzamiento. La misión pasó su revisión de la preparación del lanzamiento el 5 de octubre de 2012.
El lanzamiento tuvo lugar el 8 de octubre de 2012 (UTC) y exitosamente colocó la nave espacial Dragon en la órbita adecuada para llegar a la Estación Espacial Internacional con el reabastecimiento de carga de varios días más tarde. Durante el lanzamiento, uno de los nueve motores sufrieron una pérdida repentina de la presión unos 80 segundos de vuelo, y se produjo un cierre temprano inmediato de ese motor; escombros se podía ver en el video telescópico del lanzamiento nocturno. Los ocho motores restantes despedidos por un período más largo de tiempo y el software de control de vuelo ajustaron la trayectoria para insertar Dragon en una órbita casi impecable.